# Ana García Lozano
Ana García Lozano (València, 23 de setembre de 1963) és una periodista i presentadora espanyola.

## Biografia
És neboda del cantant Manolo Escobar. El seu pare, Baldomero García Escobar (mort a Madrid el 29 de desembre de 1999), guitarrista, va ser un els tres germans que acompanyaven al famós artista amb la guitarra. La seva mare és María Lozano Soto, cantant de cobla valenciana ja retirada, coneguda artísticament com a Maruja Lozano, que resideix a Torremolinos. Ana té un germà, Javier.
Llicenciada en periodisme per la Universitat Complutense de Madrid, va començar la seva activitat professional al món de la ràdio. El seu primer treball va ser en Radio España, on des de 1982 va prestar servei com a productora de programes. Després d'obtenir la seva llicenciatura, es va integrar a la Cadena COPE el 1986, on va treballar tant davant els micròfons en programes musicals com en tasques de producció.
Amb l'arribada de les televisions privades, va canviar de mitjà i el 1990 va ser contractada per Telecinco per fer tasques de coordinació dels programes VIP Noche i VIP Guay, que presentava Emilio Aragón. Les bones relacions professionals amb Aragón la van portar a ser contractada per la seva productora, Globomedia, i va continuar treballant en la coordinació dels programes que el xouman va conduir a Antena 3 entre 1992 i 1994: Noche, noche i El gran juego de la oca.
El 1994 es va posar per primera vegada davant d'una càmera per conduir l'espai El programa de Ana, de Telemadrid. Era un format nou a Espanya, encara que conegut extensament a altres països, especialment als anglosaxons: el talk show o programa de testimonis, on persones anònimes s'apropen al plató per narrar les seves experiències vitals. El programa va aconseguir un gran èxit d'audiència i es va emetre durant dues temporades. A més, va marcar la pauta a molts altres espais posteriors, de característiques molt similars, en altres cadenes. La cadena autonòmica contractaria llavors Gemma Nierga per presentar un programa gairebé idèntic.
El 16 de juliol de 1995 va contreure matrimoni amb el productor Víctor García García. Tenen dos fills en comú, Pablo i Natalia.
Tal va ser l'èxit, que la periodista va ser contractada per una cadena nacional, Telecinco, per repetir el format al programa que simplement adopta el seu nom en el títol: Ana i que es va perllongar tres temporades més, fins a 1999. L'estiu d'aquest any va presentar també a Telecinco el magazín ¡Qué punto!.
El 2001 va ser contractada per Televisió Espanyola per fer-se càrrec del programa de debat Ésta es mi historia, que es va emetre fins a 2004. Un any després, també en la cadena pública va conduir el programa de telerealitat d'intercanvi d'identitats Préstame tu vida.
El seu següent projecte en televisió va ser a Cuatro, on de nou es va encarregar d'un espai reality titulat La casa de cristal (2006) i on va col·laborar des d'aquest any i fins a 2008 en el magazín Channel nº4. D'altra banda, el novembre de 2004 va ser contractada per Punto Radio per fer-se càrrec de la programació dominical, primer d'un programa emès a les nits del cap de setmana i el 2006 de l'espai matinal Ana en Punto Radio. Des de l'1 de setembre de 2008 es va posar al capdavant de Queremos hablar a les tardes de dilluns a divendres, fins a juliol de 2010, després de discrepàncies amb el director de programes i una vegada finalitzat el seu contracte.
Des de setembre de 2012 col·labora al programa No es un día cualquiera de RNE presentat per Pepa Fernández. Entre el 4 de març i el 14 de juny de 2013, la periodista va presentar el talk show Tenemos que hablar a La 1 de Televisió Espanyola. La cancel·lació d'aquest programa després de només tres mesos en antena va ser anunciada pel responsable de RTVE, Leopoldo González Echenique, en la seva compareixença davant el Congrés dels Diputats quan va afirmar que "no està donant els resultats que esperàvem". El setembre de 2013, va anunciar el seu fitxatge en el programa de judicis de Telecinco, De buena ley.
Ha estat guardonada amb el premi Antena d'Or 2006 en la categoria de ràdio, i ha estat nominada al Premi TP d'Or com a millor presentadora per Ana en els anys 1996, 1997 i 1998.